# Ušlechtilý tisk

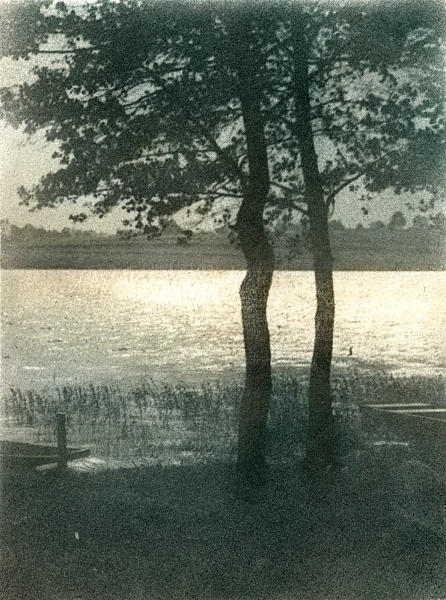
Rybník Jordán v Táboře, Josef Jindřich Šechtl, bromolejotisk, 1920

Ušlechtilý tisk, ušlechtilý fotografický tisk nebo chromované klihoviny je historická technika zhotovování fotografických tisků. Spočívá v zásadě v účinku na světlo citlivých solí chromu ve spojení s koloidními látkami, většinou organického původu (želatina, arabská guma). Doba jejich používání je teoreticky od roku 1852, prakticky od roku 1890 dodnes. Citlivost dvojchromovaných solí na světlo popsal Mungo Ponton poprvé roku 1839 a první patenty s chromovanou želatinou podal William Fox Talbot. Autoři ušlechtilých tisků obvykle kladli důraz na náladu a atmosféru před popisným vyjádřením. Tisky byly stálejší a odolnější v čase než klasické materiály založené na halogenidech stříbra.
- uhlotisk (karbonotisk nebo pigmentový tisk) - historicky nejstarší ušlechtilý fotografický tisk používaný v letech 1890-1900.
- gumotisk (chromovaná klihovina nebo arabská guma).
- olejotisk
- bromolejotisk
- carbro (nepřímý uhlotisk)